# Leo Herwegen
Leo Herwegen (* 25. Februar 1886 in Köln; † 9. Mai 1972 in Bad Honnef) war ein deutscher Politiker (CDU), Landesminister in Sachsen-Anhalt und Opfer eines Schauprozesses in der DDR. 1958 flüchtete er aus der DDR.

## Leben

### Ausbildung und Beruf
Nach dem Besuch der Volksschule und des Realgymnasiums studierte Leo Herwegen Montanwissenschaften an der Bergakademie Clausthal und der TH Aachen. Er schloss dieses Studium 1909 als Diplom-Bergbauingenieur ab. Danach fand Herwegen zunächst eine Anstellung als Assistent an der TH Aachen, wo er auch promoviert wurde. Ab 1913 leitete er verschiedene Bergwerke, zuletzt bis 1944 als Abteilungsleiter der Bergwerke der I.G. Farben.

### Politik
Herwegen trat 1919 dem Zentrum bei und wurde sehr bald Vorsitzender des Provinzialvorstandes in Sachsen. Nach der „Machtergreifung“ der Nationalsozialisten konnte er sich politisch nicht mehr betätigen und wurde verfolgt. Als Gegner des NS-Regimes wurde er im Juli 1944 verhaftet.
Nach dem Zweiten Weltkrieg gehörte Herwegen zu den Gründern der CDU in Sachsen-Anhalt. Von Juli 1945 bis Mai 1948 war er ihr 1. Vorsitzender und anschließend bis November 1949 stellvertretender Vorsitzender. Gleichzeitig war er auch vom Juni 1946 bis zum September 1948 einer der stellvertretenden Vorsitzenden der CDU in der sowjetischen Besatzungszone. Seit der Landtagswahl 1946 war Herwegen Abgeordneter des Landtags von Sachsen-Anhalt. Nach seinem Mandatsentzug rückte Franz Woitzyk in den Landtag nach. Franz Woitzyk war auf der Landtagswahlliste nicht genannt. Als Abgeordneter wurde er von den Unterzeichnern des Wahlvorschlages der CDU nachträglich benannt.
Von Dezember 1946 bis Oktober 1949 war er Minister für Arbeit und Sozialpolitik in der Provinzialregierung Sachsen-Anhalt in den Kabinetten Hübener und Bruschke I.

### Schauprozess

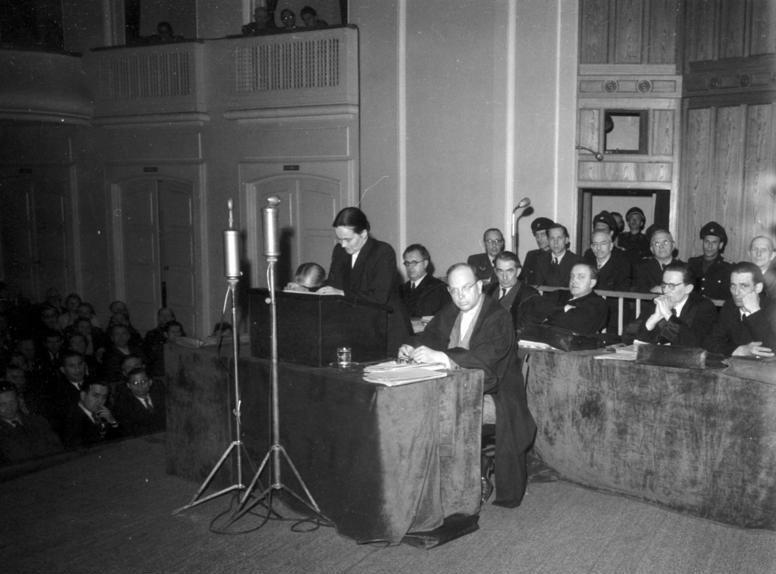
Prozessauftakt im Landestheater Dessau

Im Oktober 1949 wurde Herwegen verhaftet und Opfer des ersten großen Schauprozesses der DDR, der Affäre Conti. Im November 1949 distanzierte sich die Parteileitung der Ost-CDU von Herwegen und bereitete einen Parteiausschluss vor. Der Prozess fand zwischen dem 24. und 29. April 1950 unter Vorsitz von Hilde Benjamin im Landestheater Dessau statt. Herwegen wurde gemeinsam mit dem zweiten Hauptangeklagten, dem stellvertretenden Wirtschaftsminister Willi Brundert (SED, ursprünglich SPD) am 29. April 1950 wegen angeblicher illegaler Wertpapiertransaktionen zu einer Zuchthausstrafe von 15 Jahren verurteilt. Neben Herwegen und Brundert wurden sechs weitere Angeklagte verurteilt.

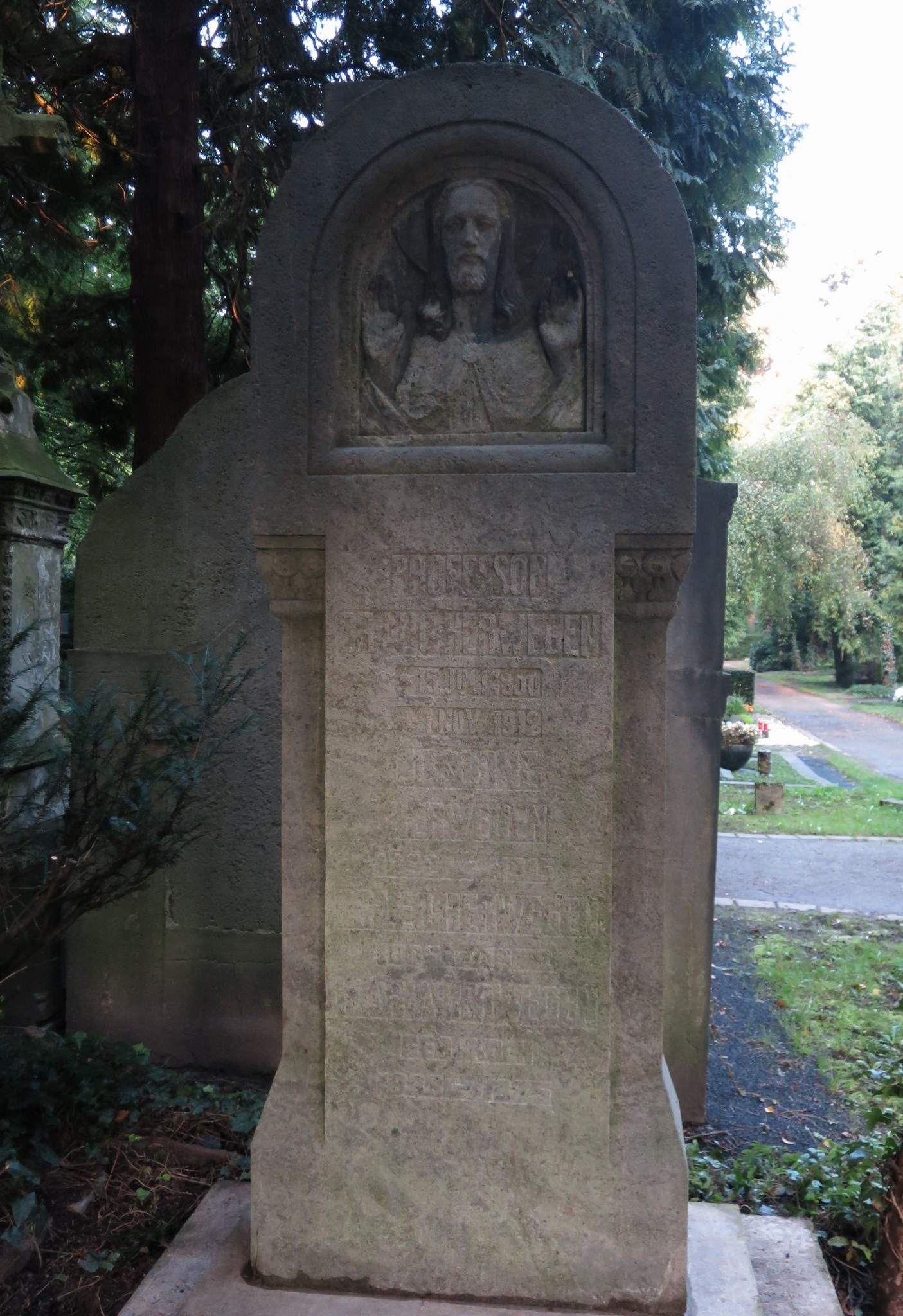
Grab der Familie Herwegen auf Friedhof Melaten

Gegenstand des Prozesses war die „Deutsche Continental Gasgesellschaft“ (DCGG). Diese war 1946 verstaatlicht worden und Tochter der provinzialsächsischen Energieversorgungs AG (Prevag). Mit Zustimmung der Landesregierung war im Juni 1947 eine Parallelgesellschaft in Hagen gegründet worden, um das Vermögen in den Westzonen zu sichern. Die „Zentrale Kontrollkommission“ konstruierte daraus eine „Vermögensverschiebung“ von 100 Millionen RM in den Westen. Der Generalstaatsanwalt von Sachsen-Anhalt, Werner Fischl, prüfte die Vorwürfe und wies den Bericht zurück. Daraufhin wurde ihm im Dezember 1949 der Fall entzogen. Mit Beschluss vom 28. Februar 1950 entschied das Politbüro der SED, den Fall dem Generalstaatsanwalt der DDR, Ernst Melsheimer, zu übergeben. Dieser betrieb dann den Prozess im Sinne der SED.
Herwegen war bis 1956 inhaftiert und floh 1958 in die Bundesrepublik  Deutschland.
Herwegen wurde im Familiengrab auf dem Kölner Melaten-Friedhof (Lit. J) beigesetzt.
In Halle (Saale), im Stadtteil Ammendorf/Beesen wurde nach der friedlichen Revolution die Leo-Herwegen-Straße nach ihm benannt.

## Veröffentlichungen
- (mit Hans Bansen u. Arthur Gerke): Die Bergwerksmaschinen. Eine Sammlung von Handbüchern für Betriebsbeamte : Erster Band. Das Tiefbohrwesen. Springer Berlin, 1912.
- Die zweckmäßigste Streckung von Tagebaufeldern zur Erzielung höchster Wirtschaftlichkeit und einfacher Betriebsverhältnisse. Knapp Halle, 1916.
- Der Streckenausbau im Braunkohlenbergbau. Knapp Halle, 1918.